# Station Konstantynów
Station Konstantynów is een spoorwegstation in de Poolse plaats Konstantynów.